# Elaphromyia pallida
Elaphromyia pallida är en tvåvingeart som beskrevs av Mario Bezzi 1926. Elaphromyia pallida ingår i släktet Elaphromyia och familjen borrflugor. Inga underarter finns listade i Catalogue of Life.